# Jaime Sáenz
Pour les articles homonymes, voir Sáenz.
Œuvres principales
- Aniversario de una visión (1960)
- Felipe Delgado, roman (1979)

Jaime Guzmán Sáenz, né à La Paz (Bolivie) le 8 octobre 1921 et mort dans la même ville le 16 août 1986, est un journaliste, enseignant et écrivain bolivien, avant tout connu pour son œuvre littéraire en tant que romancier, conteur et poète.
La ville de La Paz a constitué  son cadre de vie quasi exclusif, et son climat ténébreux, source puissante d'inspiration, a servi de toile de fond à l'essentiel de ses ouvrages. Reconnu comme l'un des auteurs majeurs de la littérature bolivienne, Jaime Sáenz est un artiste dont la personnalité aussi bien que l'œuvre ont profondément influencé les écrivains et plus largement l'expression culturelle de la Bolivie au XXe siècle.

## Biographie

### Les origines et la formation
Fils d'un lieutenant-colonel, il commence en 1926, à l'école Muñoz, sa scolarité primaire, puis poursuit ses études secondaires à l'Institut américain de La Paz jusqu'en 1937.
Sáenz voyage en Allemagne en 1938, accompagné de quelques camarades de classe et des cadets de l'École militaire de Bolivie. Cette incursion s'inscrit dans le cadre plus général d'un séjour en Europe, où sa formation intellectuelle et culturelle se précise en se nourrissant des influences de philosophes tels qu'Arthur Schopenhauer, Georg Wilhelm Friedrich Hegel, Martin Heidegger, et des écrivains Thomas Mann, Franz Kafka ou William Blake. Musicalement, il oriente son goût vers l'admiration du wagnérisme (à travers l'écoute non seulement des opéras de Richard Wagner, mais encore des symphonies d'Anton Bruckner). 
Il retourne en Bolivie en 1939, obtient en 1941 un poste au ministère de la Défense, puis travaille au ministère des Finances. Toujours en 1941, il rejoint les services secrets de l'ambassade des États-Unis. Deux ans plus tard, il fait la connaissance d'une certaine Erika (son patronyme n'est pas documenté), qu'il épouse, et avec qui il aura, en 1947, une fille nommée Jourlaine.
Dès 1948, en raison des fréquents accès d'alcoolisme de Sáenz, Erika, résolue à le quitter définitivement, retourne en Allemagne avec leur fille.

### Les débuts littéraires
En 1954 paraît le premier numéro de sa revue Cornamusa, où il publiera El Escalpelo (Le Scalpel)  (1955) et Muerte por el tacto (Mort par simple toucher) (1957, année même ou il cesse de travailler pour les services secrets.)
D'autres publications vont suivre: Aniversario de una visión (Anniversaire d'une vision) en 1960, Visitante profundo (Hôte profond) en 1964 et le premier numéro de son nouveau magazine, Vertical, sorti en 1965. 1967 voit la publication de l'ouvrage El Frío (Le Froid), alors que  la galerie Arca expose ses dessins de crânes.

### L'alcool, la part sombre, le "poète maudit"
La même année, il se lie d'amitié avec le médecin Carlos Alfredo Rivera, amitié exceptionnelle au point que Sáenz ne se fiera plus qu'aux avis de ce praticien. C'est  pourquoi Rivera interdit désormais à l'écrivain de s'adonner à l'alcool. Mais ce n'est pourtant qu'après deux crises de delirium tremens et quelques semaines avant sa mort que Saenz décidera, trop tard, d'obtempérer.
Tout au long de sa vie, en effet, Sáenz a lutté contre son penchant pour l'alcool, un combat sans fin dont sa poésie se fait l'écho; si l'on y ajoute son orientation bisexuelle clairement revendiquée, à une époque et surtout dans un pays marqués par une rigoureuse morale catholique, on conçoit plus aisément la réputation de poète maudit qui s'est édifiée autour de Sáenz.

### Sáenz et l'Université
En 1970, il obtient la chaire de littérature bolivienne à l'Universidad Mayor de San Andres de La Paz, grâce à une thèse sur Arguedas Alcides. En 1974, il donne une pièce de théâtre de tonalité poétique intitulée La noche del viernes (La nuit du vendredi), ainsi qu'un livret d'opéra ayant pour titre Perdido viajero (Le Voyageur perdu).
Avec le soutien des enseignants et de certains étudiants qui y sont conviés, Sáenz ouvre un atelier d'écriture poétique qui aura droit de cité parmi les cours universitaires de littérature donnés à l'Universidad Mayor de San Andres en 1978. C'est l'année où il  publie Imágenes paceñas (Images de La Paz).

### Les Ateliers Krupp
Les soirées "Krupp" en compagnie de Sáenz ont représenté, des années durant et jusqu'à la mort de l'écrivain, l'occasion toujours renouvelée, pour ses proches et ses pairs, d'un échange intellectuel aussi riche et stimulant qu'original et anticonformiste.
Les célèbres Ateliers Krupp, le lieu où Sáenz recevait ses amis et confrères, sont ainsi peu à peu devenus une véritable institution, où les parutions des revues littéraires, les jeux de dés, la musique d'Anton Bruckner ou de Siméon Roncal, les commentaires sur l'œuvre de Milarépa et les lectures poétiques constituaient l'ordre du jour habituel.

## L'écrivain, son esthétique et ses thématiques
Sáenz est considéré comme l'un des plus importants écrivains en espagnol du XXe siècle.
Quant à sa poésie, extrêmement personnelle, au point d'être malaisée à classer, elle comporte cependant de notables similitudes avec la littérature surréaliste.
Bien que Sáenz n'ait jamais par lui-même recherché une quelconque reconnaissance publique, le gouvernement bolivien, en considération de son œuvre littéraire, avait décidé de lui offrir la jouissance à vie d'une maison, effectivement mise à disposition de l'écrivain. 
Sentant avec angoisse la lumière du soleil comme une menace et une blessure, il dormait le jour et écrivait la nuit. Son œuvre entière  se ressent de ses démons: les thèmes centraux en sont la froideur, l'altérité, la distance, la nuit, l'alcool, le rapport au corps et à la mort.
Le monde des défunts et des esprits constitue l'une des références les plus manifestes et une source majeure d'inspiration de l'univers fictionnel de Sáenz. Parallèlement, ses types humains étranges, extravagants, voire inquiétants, se rencontrent dans l'évocation de la vie quotidienne à La Paz et de sa classe moyenne paupérisée, figures littéraires contribuant puissamment à susciter le mythe à chaque page de ses livres. Sáenz atteint à une vérité psychologique supérieure par le recours paradoxal et assumé, dans le discours littéraire, aux arrière-pensées et aux motivations inavouables de ses personnages tragi-comiques.

## Œuvres
- El Escalpelo, (1955)
- Aniversario de una visión, (1960)
- Visitante profundo, (1964)
- Muerte por el tacto, (1967)
- Recorrer esta distancia, (1973)
- Bruckner. Las tinieblas, (1978)
- Felipe Delgado, roman, (1979)
- Imágenes paceñas, (1979)
- Al pasar un cometa, (1982)
- La Noche, (1984)
- Los Cuartos, (1985)
- Vidas y Muertes, (1986)
- La Piedra imán, (1989)
- Los Papeles de Narciso Lima Achá, (1991)
- Obras inéditas, (1996)
- Obra dramática, (2005)
- La bodega de Jaime SAENZ, (2005)
- Tocnolencias, (2009)[2]